# Actinobole
Actinobole, biljni rod iz porodice glavočika. Postoje četiri endemske vrste u Australiji
  klasificirane tribusu Gnaphalieae.

## Vrste
1. Actinobole condensatum (A.Gray) P.S.Short
2. Actinobole drummondiana P.S.Short
3. Actinobole oldfieldiana P.S.Short
4. Actinobole uliginosum (A.Gray) H.Eichler